# تپه قلعه کهنه کره
تپه قلعه کهنه کره مربوط به دوران پیش از تاریخ ایران باستان - دوره اشکانیان است و در شهرستان جوانرود، بخش روانسر، روستای قلعه کهنه واقع شده و این اثر در تاریخ ۲۳ شهریور ۱۳۸۲ با شمارهٔ ثبت ۱۰۱۲۴ به‌عنوان یکی از آثار ملی ایران به ثبت رسیده‌است.